# 助川氏
助川氏（すけがわし）は日本の氏族のひとつ。介河、介川とも。

## 助川氏概略
助川氏の本姓は藤原氏。家系は藤原秀郷の流れを汲む小野崎氏。代々、久慈郡大門村大門城に居り、助川右衛門通繁は主君佐竹義舜が佐竹氏傍流の山入氏より本城太田城を追われた際、建議して、自らの居城を修築してこれを迎え入れ、義舜が太田城に復帰する2年間、主君を守り続けたという。
その子出羽守通厚も義舜に仕えて功を挙げるという。また、『新編国志補遺』によれば天正13年（1585年）、周防守里通は本村松盛院に什物を寄こすとある。

## 介河氏・介川氏
また、助川氏、その一族多く分出し、家名も介河、介川などに分かれるという。

### 秋田藩士 介河氏・介川氏
- 介河氏

本姓は藤原氏。慶長7年（1602年）、隼人の代に常陸国より平鹿郡横手に住まい、道政の代に秋田城下に移り住むという。知行は45石。

なお、「秋田武鑑」では道賢（七右衛門）との関係が不分明ながら介川通景（東馬）をこの家の出身としている。
```
系譜 介河将監―次郎右衛門一道満―次郎右衛門―和泉守―隼人―十兵衛―道政一道次―道賢
```

- 介川通長流

介川通長は慶長7年（1602年）、常陸国より秋田に移住するという。
```
系譜 介川通長一通央一通婚L―通意―木工右衛門通頼
```

- 介川通重流

介川通重は慶長7年（1602年）、常陸国より秋田に移住するという。
```
系譜 通重一通光一通古―清右衛門
```

## 水戸藩士・義民たる介川氏、助川氏
- 介川善之介 諱は常徳。板橋常裕の子で介川以直の養子となる。13石3人扶持。元治元年（1864年）、天狗党に加わり、捕らわれる。享年33。靖国神社合祀[5]。
- 介川治三郎 水戸藩士。押役。諱は正勝。天狗党の乱に加わり、捕らわれる。慶応元年（1865年）7月6日、下総国佐倉で獄死。享年26。靖国神社合祀[6]。
- 介川秋三郎 水戸藩士。目付同心組。諱は広政。天狗党に加わり、捕らわれる。慶応元年（1865年）7月16日で安房勝山で獄死。享年45。靖国神社合祀[7]。
- 助川久蔵 水戸藩士。小十人目附、15石4人扶持[8]。那珂郡大賀村出身。久蔵は諱。字は毎之、のちに徳類。元治元年（1864年）、水戸城を占拠した諸生党を鎮撫するため、水戸へ向かった松平頼徳の駕籠脇を務める。以降、那珂湊の戦い、金沢の戦い、助川城包囲を経て捕縛され、入牢百日余。出牢後は潜伏して、慶應元年（1865年）、京都の本圀寺党’（天狗党一派）に加わり、弱冠12歳の御所守衛徳川昭武の元、禁中を守衛した。明治元年（1868年）、勅旨により帰国。諸生党を奥州白川に追討したのち、同年10月、弘道館戦争を経て、大賀村へ帰村。以後は農業に務む[9]。
- 助川平四郎 常陸国の百姓。元治元年（1864年）、水戸で斬首。靖国神社合祀[10]。